# جيسياس كافالكانتي
جيسياس كافالكانتي (بالبرتغالية: Gesias Cavalcante؛ مواليد 6 يوليو 1983) هو مُقاتل فنون قتالية مختلطة برازيلي.

## وصلات خارجية
- جيسياس كافالكانتي على موقع شيردوغ (الإنجليزية)
- جيسياس كافالكانتي على موقع IMDb (الإنجليزية)